# Nycteris aurita
Nycteris aurita é uma espécie de morcego da família Nycteridae. Pode ser encontrada na África Oriental: Sudão, Somália, Etiópia, Uganda, Quênia, Tanzânia e Zâmbia.